# Новорусское
Новорусское (укр. Новоруське) — село в Витовском районе Николаевской области Украины.
Основано в 1927 году. Население по переписи 2001 года составляло 101 человек. Почтовый индекс — 57261. Телефонный код — 512.

## Местный совет
57260, Николаевская обл., Витовский р-н, с. Котлярёво, ул. Комарова, 14, тел. 28-36-94